# مورسیاکوو
مورسیاکوو (انگلیسی: Mursyakovo) یک شهرک در شهرستان کارماسکالینسکی استان باشقیرستان کشور روسیه است.